# León Larregui
León Rubén Larregui Marín (Cuernavaca, 1 de diciembre de 1973) es un cantante, compositor y productor mexicano, conocido por ser el líder y vocalista de la banda de rock alternativo Zoé.
Como solista ha grabado tres álbumes: en el 2012 lanzó su álbum Solstis, 4 años más tarde en el año 2016 lanzó el álbum Voluma. Un año más tarde después de lanzar su álbum Voluma, se volvería a reunir con la banda Zoé para crear el álbum Aztlán y lanzarlo en 2018. Posteriormente en el 2021, Zoé lanzó su más reciente álbum. Sonidos de Karmática Resonancia.
En 2023, saldría Prismarama, el último disco de León como solista. A los pocos días de haberse lanzado "Prismarama", Larregui comenzó la gira del disco por Estados Unidos todo el mes de mayo, para posteriormente continuar por México, Colombia y Ecuador.

## Biografía y carrera

### Infancia
León Larregui fue el primer hijo de Rubén Larregui del Toro nacido el 11 de enero de 1943 y fallecido en 2008 a los 65 años y de María Jeannina Marín Tomassi nacida el 20 de marzo de 1950 y fallecida el 8 de marzo de 2014 a los 64 años. Por cuestiones del trabajo de su padre, este se vio obligado a cambiar varias veces la residencia de la familia. León Larregui vivió sus primeros años en la Ciudad de México, posteriormente en Torreón, pasó en Cuernavaca la secundaria, y posteriormente estuvo de vuelta en la Ciudad de México para estudiar en la Universidad. Desde su regreso a Cuernavaca, conoció a Sergio Acosta, músico nacido en Torreón, con quien posteriormente se asociaría para formar la que sería la banda que anteriormente conformaron.
Empezó a estudiar la carrera de Artes Plásticas en la Escuela Nacional de Pintura, Escultura y Grabado "La Esmeralda". Para aquel entonces, trabajaba como animador gráfico, además de estar involucrado en el arte de muchas películas en ese periodo. Apareció en el video de la canción «Se quiere, se mata» de la cantante colombiana Shakira interpretando a Braulio.

### Zoé

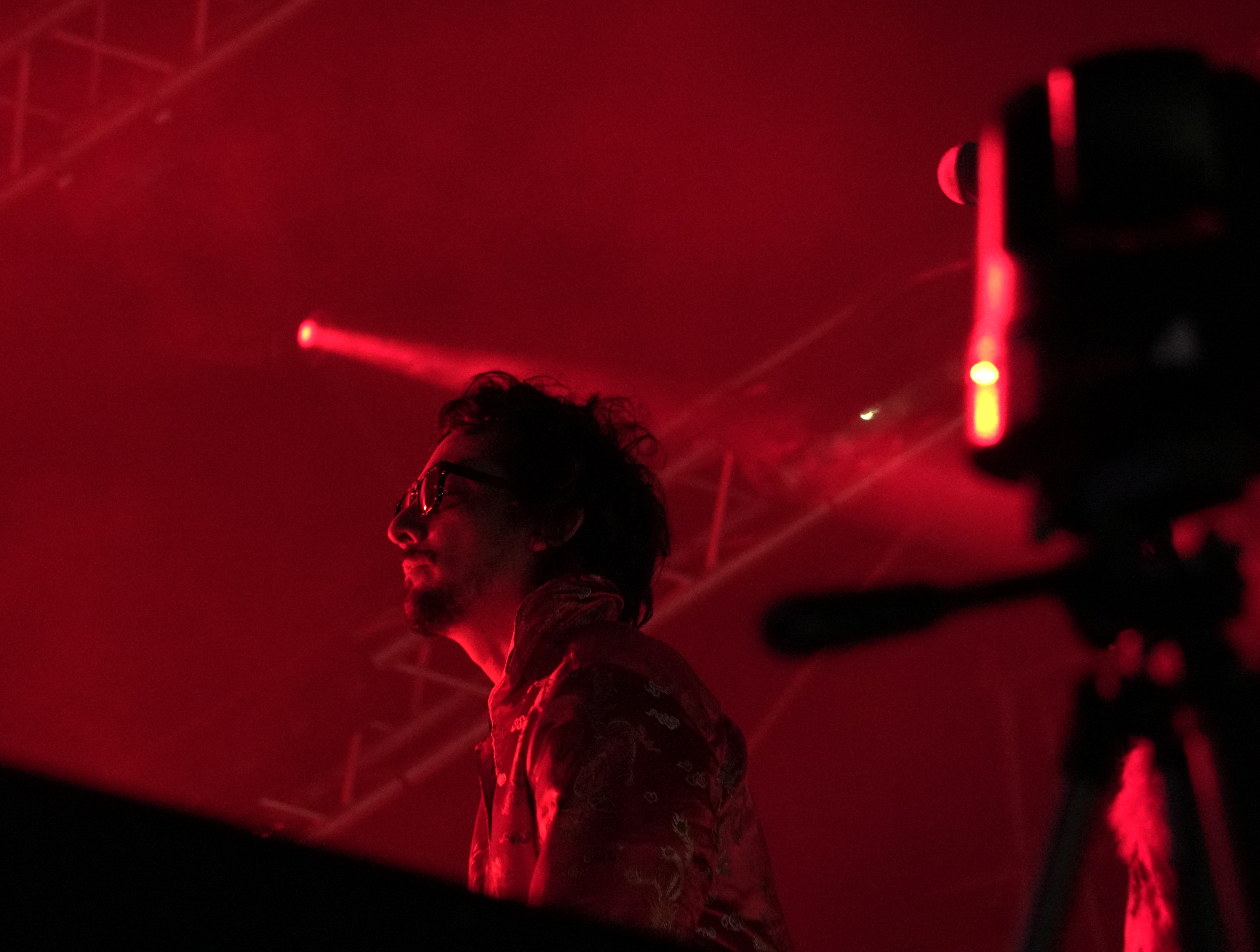
León Larregui con Zoé en 2018.

El 28 de noviembre de 1997, León Larregui junto a Sergio Acosta, Jesús Báez y Ángel Mosqueda formó la banda de rock psicodélico Zoé. Las letras de sus canciones hablan principalmente acerca de la búsqueda espiritual, haciendo referencias al universo (él mismo ha explicado que de pequeño quería ser astrónomo) y la ciencia ficción de manera metafórica, estilo que a parte del público le ha resultado difícil comprender. También escribe con respecto a historias que él mismo inventa, anécdotas, películas, cosas que lee o escucha.
En diciembre de 2011 dijo que tomaría un breve descanso con Zoé, pero que tenía planeado reanudar la realización del siguiente disco de la banda a mediados del mismo año, con miras a estrenarlo en 2013.
Después de veinte años en la banda, en 2012, decidió lanzarse como solista, pero él mismo señaló que la banda no se separaría y que su carrera como solista sería totalmente distinta a lo que hace en Zoé, para no crear competencia con su banda.  Asimismo, mencionó que estaba por lanzar un disco como solista para el verano de 2012. El 10 de julio, se publicó en la radio el primer sencillo, Como tú.

## Discografía

### Álbumes de estudio
- Solstis (2012)
- Voluma (2016)
- Prismarama (2023)

### Sencillos
- Como Tú (Magic Music Box) (2012)
- Locos (2016)
- Amantes (2023)
- Su Majestad La Eternidad (2023)
- Holidays (2023)
- Chromocosmic Avenue (2023)
- Fake News (2023)
- Alba (2023)

### EP
- Volumixes (2016)

### Discos reeditados
- Solstis Deluxe (2013)

### Álbumes en vivo
- Metrópolis (Live) (2017)

### Colaboraciones
- Rubén Albarrán y León Larregui - Lucha de Gigantes.
- Sussie 4 con León Larregui - Remote Control.
- Bn Loco con León Larregui - Canción Playera.
- Dorian con León Larregui - Simulacro de Emergencia.
- Carla Morrison con León Larregui - Mensajero.
- Natalia Lafourcade con León Larregui - Imposible.
- Natalia Lafourcade con León Larregui - Llevarte a Marte.
- Capri con León Larregui - Más Oscuro Que La Noche.
- Caifanes con León Larregui- Mátenme Porque Me Muero (Vive Latino, 2009).
- Disco Ruido con León Larregui - Pulso Animal.
- Enrique Bunbury con León Larregui - La chispa adecuada (MTV Unplugged, 2015).
- Aterciopelados con León Larregui - Maligno.
- Costera con León Larregui - Paseo Sideral
- Bronco con León Larregui - Que no quede huella (Primera Fila, 2017)
- Adan Jodorowsky con León Larregui - Vagabundos de otro mundo
- Mon Laferte con León Larregui - Rue Vieille Du Temple (Metropolitan 2016)
- Dorian (banda) con León Larregui - Duele
- Rob & Jack Lahana con León Larregui - Contour
- Celest con León Larregui - Revelación
- Julia Johansen con León Larregui - Amantes
- Phoenix (banda) con León Larregui - Artefact